# Exocentrus alboseriatus
Exocentrus alboseriatus là một loài bọ cánh cứng trong họ Cerambycidae.